# Niederländische Badmintonmeisterschaft 1999
Die Niederländische Badmintonmeisterschaft 1999 war die 54. Austragung der nationalen Titelkämpfe im Badminton in den Niederlanden.

## Sieger und Finalisten
| Disziplin    | Gold                                       | Silber                                   |
| ------------ | ------------------------------------------ | ---------------------------------------- |
| Herreneinzel | Joris van Soerland                         | Jeroen van Dijk                          |
| Dameneinzel  | Brenda Beenhakker                          | Judith Meulendijks                       |
| Herrendoppel | Quinten van Dalm Dennis Lens               | Norbert van Barneveld Jurgen van Leeuwen |
| Damendoppel  | Erica van den Heuvel Lonneke Janssen       | Ginny Severien Natalie Verhoeff          |
| Mixed        | Norbert van Barneveld Erica van den Heuvel | Quinten van Dalm Nicole van Hooren       |